# 호염기구

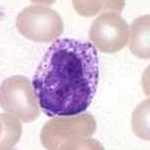
호염기성 과립구

호염기 과립백혈구(영어: basophil granulocyte, 호염기 과립구(好鹽基 顆粒球)) 또는 호염기구는 과립구 가운데 수가 가장 적은 세포로 혈액을 따라 순환하는 백혈구 중 0.01 - 0.3%를 차지한다. 감별혈구계산에서는 0.5%에서 1% 이하이다.
호염기구의 세포질에는 큰 과립이 많기 때문에 염색을 하고 현미경으로 관찰하면 핵을 가려 핵을 관찰하기 어렵다. 세포핵은 대개 두 개 엽으로 구분된다. 호염기구는 과립구의 일종인 비만 세포와 형태 및 기능이 유사하다. 두 세포 공통적인 특징으로 히스타민을 저장하고 자극에 따라 분비한다. 호염기성 과립구와 비만세포는 모두 '다분화성 혈액생성 줄기세포' (= multipotent hematopoietic stem cell)에서 갈라져 나온 세포이다. 또한 비만세포는 일반적으로 혈류를 따라 순환하지 않고 결합조직에 위치하고, 호염기구는 다른 과립구와 마찬가지로 혈액을 따라 순환하고 필요한 조직에 모이기도 한다.
호염기구라는 이름은 이 세포의 염기친화적인 성질에서 유래하였다. 호염기구는 염기성 염료에 잘 염색되기 때문에 H&E 염색을 할 경우 헤마톡실린에 염색되어 보라색으로 염색된다.

## 기능

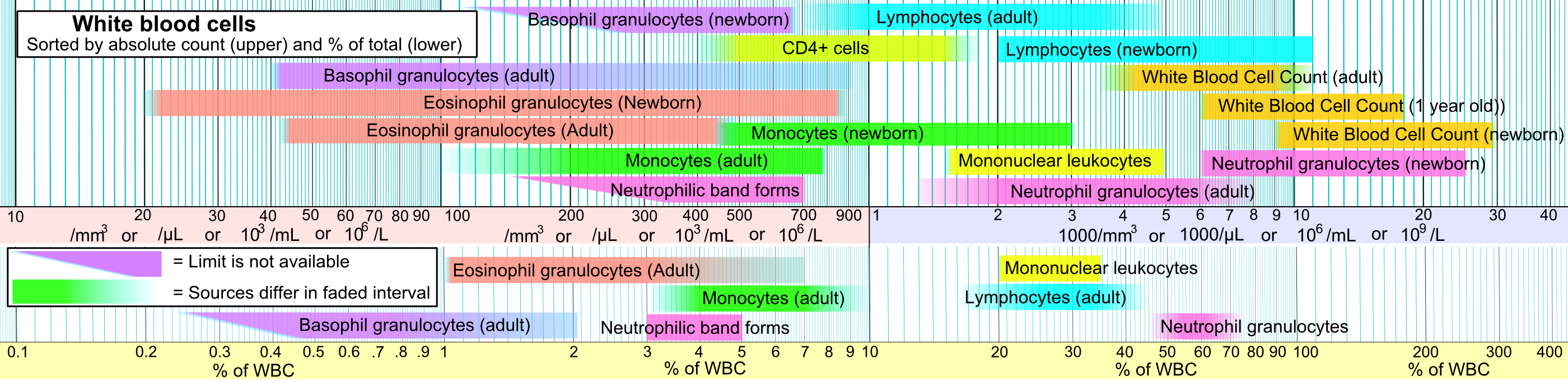
백혈구 혈액 테스트의 표준 범위. 보라색으로 나타낸 호염기구와 기타 세포들을 비교할 수 있다.

호염기구는 특정한 염증 반응, 특히 알러지 반응을 유발하는 염증 반응에 관여한다. 호염기구는 항응고제 헤파린을 포함하고 있어 혈액이 너무 빨리 응고하는 것을 막는다. 호염기구에 있는 혈관확장제인 히스타민은 조직으로 흐르는 혈류량을 증가시킨다. 호염기구는 진드기 등 외부 기생물 감염이 있는 장소에 특이적으로 많다. 호산구처럼 호염기구는 기생충에 의한 감염과 알러지에 관여한다. 알러지 반응이 일어나는 조직에서 발견되고 반응의 중증도에 영향을 미친다. 호염기구는 세포 표면에 거대기생충에 대한 방어와 알러지를 담당하는 IgE에 결합하는 수용체를 가지고 있다. IgE 항체에 결합하면 환경에 있는 물질, 예를 들면 꽃가루 단백질이나 기생충 항원에 선택적인 반응을 한다. 호염기구가 T 세포의 행동을 조절하고 후천 면역을 극대화한다는 보고가 있다.

## 면역표현형
사람과 생쥐의 호염기구의 면역표현형은 일치한다. FcεRI+, CD123, CD49b(DX-5)+, CD69+, Thy-1.2+, 2B4+, CD11bdull, CD117(c-kit)–, CD24–, CD19–, CD80–, CD14–, CD23–, Ly49c–, CD122–, CD11c–, Gr-1–, NK1.1–, B220–, CD3–, γδTCR–, αβTCR–, α4 및 β4-integrin 음성 등이 면역표현형에 포함된다.
CD13, CD44, CD54, CD63, CD69, CD107a, CD123, CD164, CD193/ CCR3, CD203c, TLR-4, FcεRI 등을 표면에 발현하는 세포로 호염기구를 정의할 수 있다는 연구가 나왔다. 호염기구가 활성화되면 CD13, CD107a, CD164 등 몇몇 표면 표지자는 발현이 증가하고, CD63, 보조효소 CD203c 등은 표면에 드러난다.

## 분비
호염기구는 골수에서 기원하고 성숙한다. 호염기구가 활성화되면 과립을 통하여 히스타민, 프로테오글라이칸(헤파린과 콘드로이틴), 단백질가수분해효소(엘라스테이스와 라이소포스포라이페이스를 방출한다. 지질 매개체인 류코트라이엔(LTD-4)나 몇몇 사이토카인을 분비하기도 한다. 히스타민과 프로테오글라이칸은 미리 생성되어 호염기구에 있는 과립에 저장되어 있고, 기타 분비되는 다른 물질은 때에 따라 생성되어 염증에 관여한다. 호염기구는 사이토카인의 일종인 인터류킨 4(IL-4)를 분비하는 주요 세포이다. IL-4는 알러지가 발생하고 면역계가 IgE를 생산하는데 결정적 역할을 하는 사이토카인이다. 이 밖에도 호염기구를 활성화하여 염증에 관여하게 하는 물질이 있다.
호염기구가 과립을 방출하는 것은 인 비트로 상에서 유세포분석과 호염기구 활성화시험(BAT)을 이용하여 연구한다. 조영제 등 약물 반응에 의한 알러지를 진단할 때 호염기구 활성화시험을 행한다.

## 질병
호염기구 감소증은 호염구 수가 낮은 상태이지만, 정상 호염기구 수가 원래 적기 때문에 알아내기가 쉽지 않다. 자가면역성 두드러기 환자에게 호염기구 감소증이 나타난다는 보고가 있다. 호염기구 증가증 역시 드물지만 특정한 백혈병이나 림프종에서 나타날 수 있다.

## 기타 자료

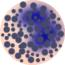
호염기성 과립구
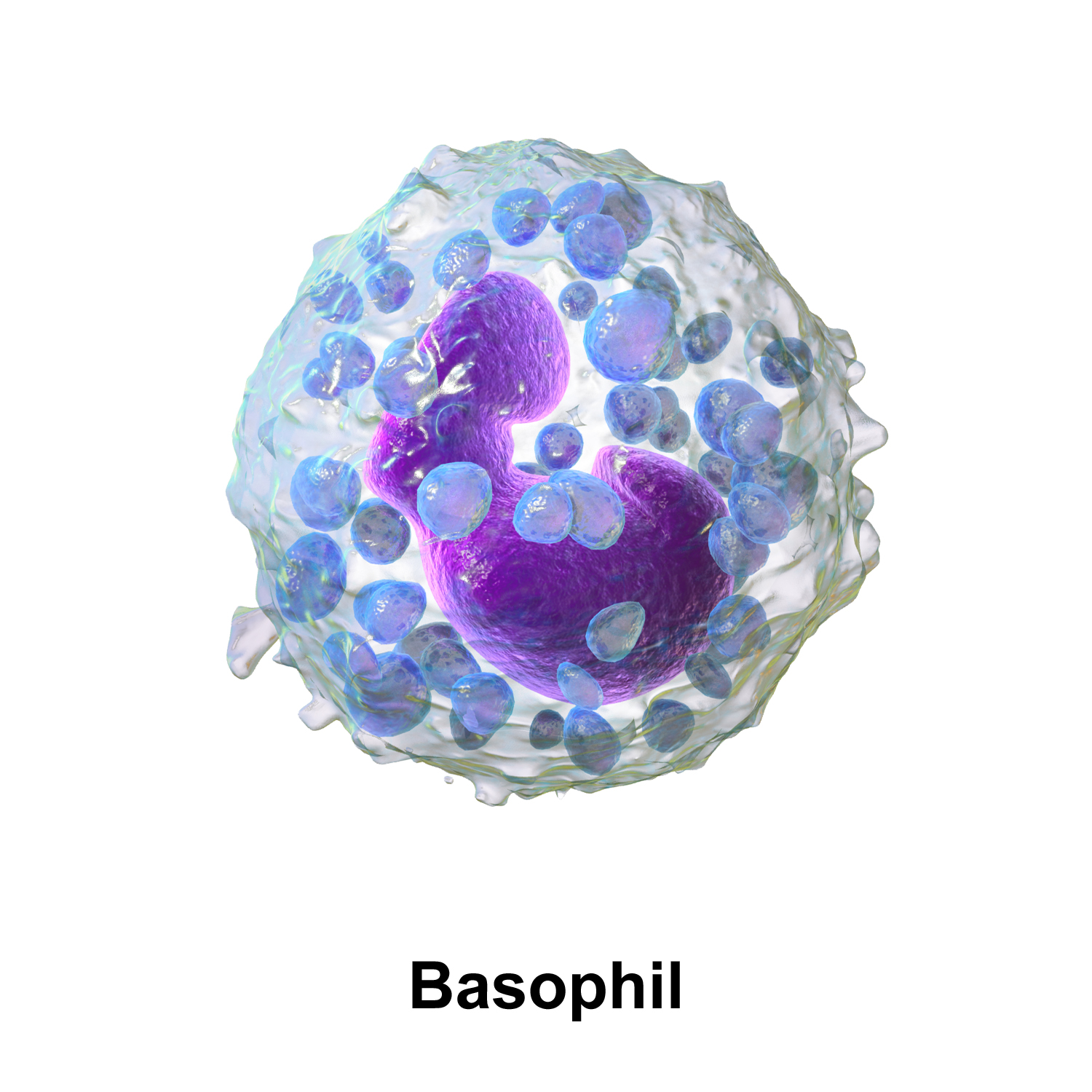
3D 렌더링한 호염기성 과립구
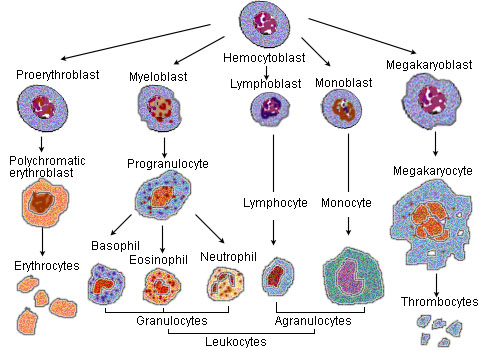
혈액 세포 계보
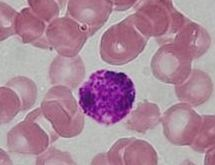
적혈구에 둘러싸인 호염기성 과립구(H&E 염색)

## 같이 보기
- 알레르기
- 히스타민
- 비만 세포
- 사람 세포 유형 목록
- 과립 백혈구
- 호산 과립백혈구
- 중성구